# Omonville-la-Rogue

Omonville-la-Rogue este o comună în departamentul Manche, Franța. În 1 ianuarie 2018 avea o populație de 471 de locuitori.